# 100 Aquarii
100 Aquarii, som är stjärnans Flamsteed-beteckning, är en ensam stjärna belägen i den södra delen av stjärnbilden Vattumannen. Den har en skenbar magnitud på 6,24 och är mycket svagt synlig för blotta ögat där ljusföroreningar ej förekommer. Baserat på parallaxmätning inom Hipparcosuppdraget på ca 13,5 mas, beräknas den befinna sig på ett avstånd på ca 242 ljusår (ca 74 parsek) från solen. Den rör sig närmare solen med en heliocentrisk radialhastighet på ca -8 km/s.

## Egenskaper
100 Aquarii är en gul  till vit stjärna i huvudserien av spektralklass F0 V. Den har en massa som är ca 1,8 solmassor och en radie som är ca 2,5 solradie. Den utsänder från dess fotosfär ca 16 gånger mera energi än solen vid en effektiv temperatur av ca 7 100 K.